# J.B. Schuil

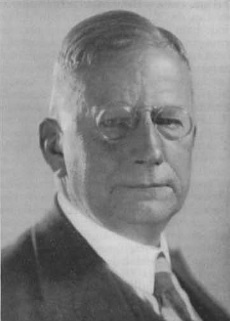
Jouke Broer Schuil

Jouke Broer Schuil (Franeker, 20 maart 1875 – Zandvoort, 24 oktober 1960) was een Nederlandse kinderboekenschrijver. Bekende werken van hem zijn De Katjangs en De AFC'ers.

## Levensloop

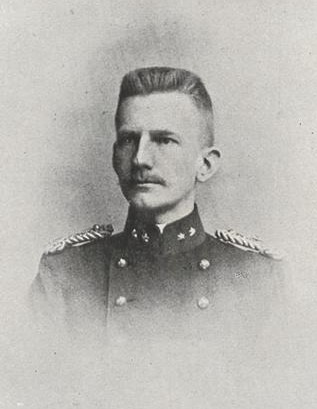
Jouke Broer Schuil in officiersuniform

Hij was zoon van musicus Martinus Schuil en Martha van der Meulen. Hijzelf trouwde met zangpedagoge Amalia Hol, dochter van Richard Hol. Na de hbs in Harlingen te hebben afgerond ging Schuil het leger in. Na de Koninklijke Militaire Academie in Breda werd Schuil officier, eerst in Nederlands-Indië en daarna in Nederland. Na een aantal toneelstukken te hebben geschreven besloot hij in 1910 toneelrecensent te worden bij het Haarlems Dagblad. Tijdens de Eerste Wereldoorlog werd hij nog gemobiliseerd, maar in 1917 gaf hij zijn functie van beroepsofficier op.
Door zijn familie is Schuil op het idee gebracht om boeken te gaan schrijven en in 1910 verscheen zijn eerste jongensboek, Jan van Beek. Tot 1930 bleef Schuil bezig met schrijven. Ook bleef hij nog toneelrecensent tot aan het begin van de Tweede Wereldoorlog. J.B. Schuil overleed op 85-jarige leeftijd in 1960.

### Jongensboeken
| Titel                                              | Jaar                 | Illustraties | Opmerkingen |
| -------------------------------------------------- | -------------------- | ------------ | --- |
| Jan van Beek                                       | 1910 (2e druk: 1917) | Jan Sluyters | Titel van de eerste druk: Uit den kostschooltijd van Jan van Beek. De illustratie met de namen van het 'Drievingerenverbond' is door Schuil zelf ontworpen; de illustrator heeft de naam 'Demosthenes' kennelijk per abuis weggelaten |
| De Katjangs                                        | 1912 (2e druk: 1915) | O. Geerling  | |
| De AFC'ers                                         | 1915 (2e druk: 1916) | O. Geerling  | |
| De Artapappa's                                     | 1920 (2e druk: 1920) | O. Geerling  | |
| Rob en de stroper van Tjot-Idi                     | 1928 (2e druk: 1932) | Henri Pieck  | In de eerste twee drukken heette dit boek Doodverklaard |
| Hoe de Katjangs op de kostschool van Buikie kwamen | 1930 (2e druk: 1936) | T. Leeser    | In dit boek ontmoeten de hoofdpersonen van drie eerdere boeken elkaar: Jan van Beek, De Katjangs en De AFC'ers. |

### Overig werk
| Titel                    | Jaar | Opmerkingen |
| ------------------------ | ---- | ----------- |
| Strijd                   | 1894 |             |
| Mesalliance              | 1906 |             |
| Een gelovige             | 1906 |             |
| Fatsoen                  | 1909 |             |
| Gelukkig getrouwd        | 1916 | Eenakter    |
| Chaîne anglaise          | 1916 | Eenakter    |
| Dodenrit                 | 1919 | Eenakter    |
| Intermezzo               | 1920 | Eenakter    |
| De Zedelijkheidsdictator | 1920 |             |
| De voetbalmaniakken      | 1920 |             |